# 村上祥司
村上 祥司（むらかみ しょうじ、1948年 - ）は、日本の都市計画家。(株)想像都市研究所代表取締役。

## 来歴
愛媛県に生まれる。 武蔵野美術大学造形学部建築学科卒業後、都市計画設計研究所を経て想像都市研究所に入り、土地利用計画、風景計画・景観計画から都市・集落の空間デザイン、景観関連条例の改正・制定検討一連の企画立案・計画・設計などの業務に従事する。
著書に『日本の風景計画』（学芸出版会）など。